# Схиртладзе, Борис Мильтонович
Борис Мильтонович (Мелитонович) Схиртладзе (23 апреля 1915, Сучава — 17 октября 2005, Москва) — советский гребец и тренер по академической гребле, двукратный чемпион СССР в классе четвёрок распашных с рулевыми (1946, 1948). Мастер спорта СССР (1943). Заслуженный тренер СССР (1973). Заслуженный работник физической культуры РСФСР (1983).

## Биография
Родился 23 апреля 1915 года в городе Сучава в Австро-Венгрии. С 1924 года жил в Москве, где занимался академической греблей на водно-спортивной станции «Стрелка». Выступал за спортивный клуб Центрального дома Красной армии. 
Наиболее значимых результатов добивался во второй половине 1940-х годов, когда дважды становился чемпионом СССР в классе четвёрок распашных с рулевыми (1946, 1948). 
В 1951 году завершил свою спортивную карьеру. В 1958 году окончил ГЦОЛИФК имени И. В. Сталина. В 1963—1975 годах был старшим тренером женской сборной СССР по академической гребле. В дальнейшем работал в управлении гребного и парусного спорта Комитета по физической культуре и спорту при Совете министров СССР.
Умер 17 октября 2005 года в Москве. Похоронен на Введенском кладбище.

## Семья
- Марина Схиртладзе (1926—2015) — жена, советская спортсменка, четырёхкратная чемпионка СССР (1951—1954) и чемпионка Европы (1954) по академической гребле.